# اینگرام یوزک
اینگرام یوزک (نام کامل: Ingram Yuzek Gainen Carroll & Bertolotti, LLP) یک مؤسسه حقوقی مستقر در شهر نیویورک است. اینگرام یوزک در سال ۱۹۸۹ تأسیس شد که پنج شریک از شرکت حقوقی Shea & Gould جدا شدند. اینگرام یوزک بیش از ۳۰ وکیل در ۱۵ حوزه دارد.

## خدمات حقوقی
اینگرام یوزک یک شرکت حقوقی است که طیف گسترده‌ای از خدمات حل و فصل معاملات و حل و فصل اختلافات را در زمینه‌های عملی از جمله: ضد انحصار، دادخواست تجاری، ساخت و ساز و طراحی، شرکت‌ها و بازرگانی‌ها، حقوق طلبکاران، مالکیت معنوی، طراحی محصول، IT و تجارت الکترونیکی، کار و اشتغال، صاحبخانه و مستأجر، حفظ حریم خصوصی و مدیریت اطلاعات، املاک و مستغلات و مالیات ارائه می‌دهد. . این شرکت همچنین دارای یک گروه مشاوره آسیا و یک گروه مشاوره عمومی است.

## رتبه‌بندی
اینگرام یوزک براساس تعداد وکلای خود در لکسیس‌نکسیس یک شرکت برتر با رتبه برتر منطقه نیویورک است.